# Thame
Thame is een civil parish in het bestuurlijke gebied South Oxfordshire, in het Engelse graafschap Oxfordshire, ongeveer 20 km ten oosten van Oxford. De plaats telt 11.561 inwoners.
In het stadje staat de Church of St Mary the Virgin, die werd gebouwd omstreeks 1240.

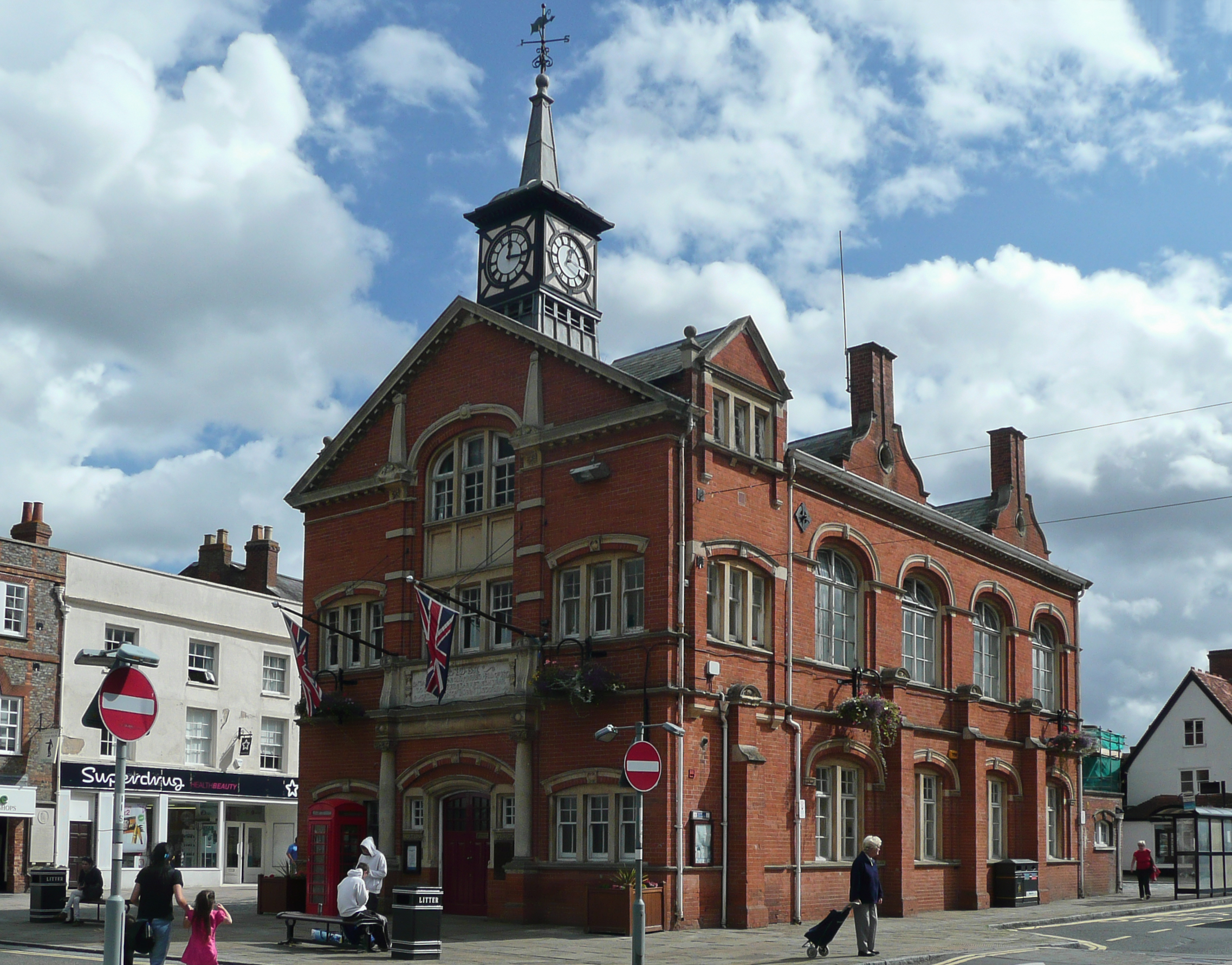
Town Hall